# Drago Dolinar
Drago Dolinar, slovenski inženir elektrotehnike, * 4. november 1953, Celje.

## Življenje in delo
Diplomiral je 1978 na mariborski Visoki tehniški šoli in prav tam 1985 tudi doktoriral. Od 1981 je zaposlen na Fakulteti za elektrotehniko, računalništvo in informatiko v Mariboru, od 1996 kot redni profesor; tu je tudi vodja laboratorija za vodenje elektromehanskih sistemov. V znanstveno-raziskovalnem delu se posveča predvsem modeliranju in vodenju elektromehanskih sistemov. Sam ali v soavtorstvu je objavil več učbenikov in več sto strokovnih člankov.